# Kenny Aaronson
Kenny Aaronson (* 14. dubna 1952, Brooklyn, New York, New York, USA) je americký baskytarista.

## Život
Narodil se v newyorském obvodu [Brooklyn a ve svých jedenácti letech začal hrát na bicí a ve čtrnácti pod vlivem Jamese Jamersona přešel k baskytaře. Svou první skupinu nazvanou Dust založil koncem šedesátých let; ve skupině hrál i Marc Bell, který se později proslavil pod jménem Marky Ramone ve skupině Ramones. Své první album nazvané Dust skupina vydala v roce 1971 u vydavatelství Kama Sutra Records; druhé Hard Attack následovalo v následujícím roce. Roku 1973, když se rozpadla skupina Dust, se Aaronson stal členem skupiny Stories, ve které však příliš dlouho nevydržel.
Později spolupracoval s různými hudebníky, jakými byli například Rick Derringer, Joan Jett, Michael Monroe, Billy Idol či skupiny Blue Öyster Cult a Foghat. V letech 1983 až 1984 byl spolu se zpěvákem Sammym Hagarem, kytaristou Nealem Schonem a bubeníkem Michaelem Shrievem členem projektu Hagar Schon Aaronson Shrieve, se kterým vydal album Through the Fire. Roku 1988 jej hudební časopis Rolling Stone označil za baskytaristu roku a Aaronson téhož roku zahájil turné s písničkářem Bobem Dylanem. Z turné však předčasně odešel, neboť mu byla diagnostikována rakovina kůže. Roku 2011 vystupoval se skupinou New York Dolls. Roku 2015 se stal členem kapely The Yardbirds.